# 甲米地省
甲米地省，又译甲美地省是菲律賓呂宋甲拉巴松政區的一個省份，位於馬尼拉灣南岸，距離馬尼拉僅30公里。官方首府为伊姆斯，但是政府驻地為達斯馬里尼亞斯。甲米地省東鄰於內湖省，南為八打雁省，西、北面西菲律賓海。

## 地理

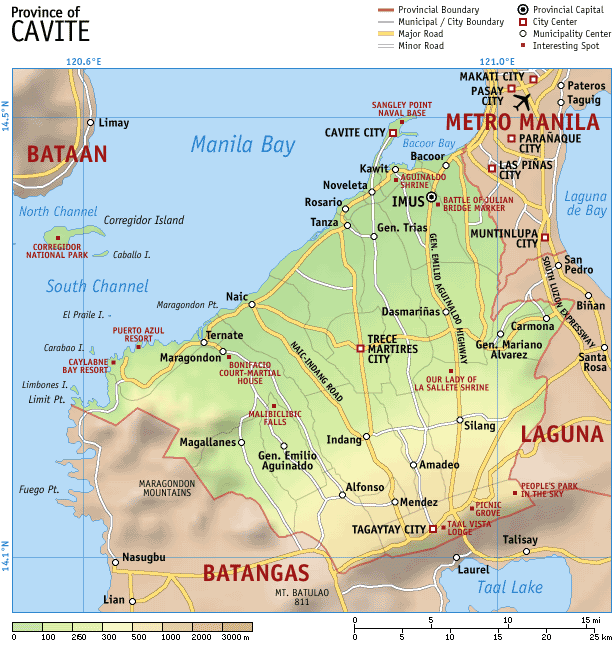
甲米地省地图

甲米地省位于马尼拉湾，与巴丹半岛相对。它的东部是内湖省和马尼拉都市，南部和西南则是八打雁省。西部是南中国海，马尼拉湾则位于它的北部。
甲米地省大多数地区平坦，向西南逐渐升高，俯视塔尔湖。在这里山坡的最高峰为640米，也是甲米地省的最高点。
甲米地省的海岸线比较直，甲米地市位于一座伸入马尼拉湾的半岛上。西南部，尤其在特尔纳特境内有很多小湾和陡壁。甲米地省是马尼拉湾中拥有岛屿最多的省份，如科雷希多岛就属于甲米地省。
在甲米地省境内有五条比较大的河流注入马尼拉湾。
甲米地省面积1,297.6平方公里，是甲拉巴送最小的省。

## 居民和文化

### 居民
根据2007年的数据甲米地省有居民2,856,765人，是菲律宾人口最多和人口密度最高的省。1990年甲米地省开始工业化后人口数量剧增。不同工业部门均有投资者在这里落户，通过他们的就业机会吸引更多的人来到甲米地省。人口增长的另一个原因是因为甲米地省位于马尼拉边上，许多在马尼拉上班的人和家庭一起依然住在甲米地省。自然增长也是人口增长的一个因素。
甲米地省的城乡中达斯马里尼亚斯人口最高，有556,330名居民，埃米利奥·阿奎纳多的人数最少，为17,818人。
甲米地省的都市化非常高，其人口的90.69%居住在城市地区，只有9.21%居住在农村地区。

### 语言
甲米地省最主要的语言是他加祿語、查瓦卡诺语和英语。查瓦卡诺语是在甲米地市和特尔纳特地区生活的人的主要方言，它是三个世纪前西班牙人到来时逐渐形成的。今天说这个方言的人已经很少了。
由于甲米地省离马尼拉非常近许多外地人迁移到这里，因此这里也有许多人使用比科尔语、宿霧語和伊洛科语。

### 宗教
根据国家统计数字甲米地省80%的人口信奉罗马天主教、11%的人口信奉菲律宾独立教会、4%的人信奉基督堂教會。剩余为其它基督教信仰和伊斯兰教。

## 经济
甲米地省是菲律宾经济发展最快的省份之一。它离马尼拉非常近是这个发展最重要的原因。许多知名的和跨国公司如英特尔把它们的生产转移到当地的工业区。1990年代初以来国内外的投资均提高，基础结构明显加强。
除工业外农业、渔业、林业、商业和旅游业在甲米地省也是重要经济部门。农业以种植稻、小麦、木薯和芒果为主，此外还有咖啡、椰子和甘蔗。畜牧业也是重要的农业部门。
马尼拉湾和南中国海对于渔业的发展有利。除盐水鱼和其它海产品外众多河流也利于养育淡水鱼。
除许多自然名胜如科雷希多岛外甲米地省在菲律宾历史上也起过重要作用，因此有许多历史名胜、纪念碑和博物馆。旅游中心则是位于高地和邻近塔尔湖的大雅台。

## 行政区划
甲米地省分16个自治市和7个城市，其下分829个行政區。此外甲米地省分三个议会区。

### 城市
- 巴科奥尔（咱人话：猫戈奥 Bâ-ko-ò；Bacoor City）
- 甲米地（咱人话：甲米地 Kah-bí-tē；Cavite City）
- 达斯马里尼亚斯（Dasmariñas City）
- 垂亚斯将军市（General Trias）
- 伊姆斯（Imus City）- 首府
- 大雅台（又译「塔盖泰」，Tagaytay City）
- 特雷塞马蒂雷斯市（Trece Martires City） - 政府驻地

### 自治市
- 阿方索（Alfonso）
- 阿马德奥（Amadeo）
- 卡尔莫纳（又译「卡蒙拿」，Carmona）
- 埃米利奥阿奎纳多将军市（General Emilio Aguinaldo）
- 马里亚诺阿尔瓦雷斯将军市（General Mariano Alvarez）
- Indang
- 卡维特（Kawit）
- 马加利亚内斯（Magallanes）
- Maragondon
- 门德斯（又譯「孟德斯」，Mendez）
- 奈克（Naic）
- Noveleta
- 罗萨里奥（Rosario）
- Silang
- 坦薩（Tanza）
- 特尔纳特（Ternate）

## 气候
甲米地省有两个非常分明的季节：从11月到4月末是旱季，从5月到10月是雨季。1月和2月最冷，4月和5月气温最高。

## 历史

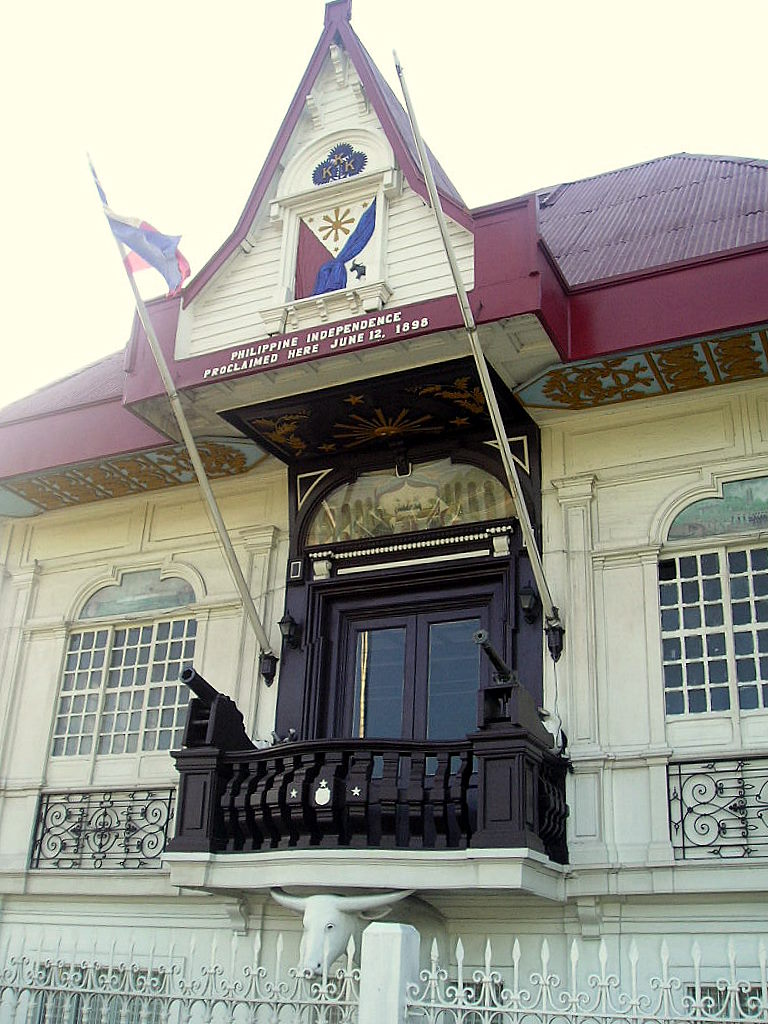
埃米利奥·阿奎纳多故居的阳台

考古发现证明在西班牙人到达之前甲米地省就已经有人居住了。一般认为早期的人是从婆罗洲来的。今天甲米地所在的地方过去是一个从中国来的贸易帆船港口，在这个港口周围形成了居民区，这些居民区沿马尼拉湾蔓延。
1571年在一座半岛上建成了港口甲米地，因为这个半岛的样子像一个钩子，因此它被称为，在他加祿語中“钩子”的意思，甲米地的名称就是由它引申出来的。
在港口的周围形成了加固的居民点甲米地，它是马尼拉的第一道防线。很快它就成为这个新殖民地与世界其它地方最重要的联系点。这里还制造船只，中国来商人则在西班牙城市的对面定居点，他们贩卖陶瓷、丝绸和其它远东产品。
1614年在今天的省份地面上设立了一个政治和军事管理区域。16世纪晚期耶稣会传教士来到甲米地省并带来了来自摩鹿加群岛的移民。
由于它的军事意义甲米地多次被敌军攻击。1647年荷兰对甲米地进行突袭，1672年英国占领了城市的港口并占据了两年长的时间。但是最后这些攻击全部被击退。
18和19世纪里传教士修道院在甲米地省购买了大量土地，这导致了这些修道院与菲律宾农民之间的冲突。1872年三名当地的牧师被杀，十几名其他神职人员被烧死，这更加加深了当地居民对改革和独立的愿望。
1896年菲律宾革命爆发后甲米地省成为起义的中心。1896年8月26日埃米利奥·阿奎纳多出其不意地进攻西班牙军总部，后来甚至解放了整个省。1896年9月3日伊姆斯战役爆发。1898年美西战争爆发。1898年5月28日阿奎纳多带领的菲律宾军队击败了甲米地的西班牙军。美西战争中美国的胜利最终结束了西班牙对菲律宾的殖民统治。1898年6月12日阿奎纳多从卡维特他住房的阳台上宣布菲律宾独立并被任命为菲律宾第一位总统。卡维特从此成为菲律宾独立的诞生地。不过菲律宾实际上一直到1946年才真正获得政治自主。
1901年美国在甲米地省设置了一个平民政府并建造了一个海军基地，这个海军基地逐渐成为美国海军在菲律宾最重要的基地。
本来甲米地市是该省的省府，但是1954年菲律宾议会决定把省政府迁移到特雷塞馬蒂雷斯市。
1977年6月11日费迪南德·马科斯总统发布1163号总统命令把甲米地省的省会迁到伊姆斯。虽然此后没有新的法令但是1979年甲米地省的政府又迁回到了特雷塞馬蒂雷斯市。

## 旅游
甲米地省是一个历史遗迹丰富、风景优美的省份，它既是一个商业省份，又是一个休闲省份。大雅台(Tagaytay city)是最主要的旅游中心。历史遗迹包括甲米地市、科雷希多岛、垂亞斯、伊姆斯、巴科奥尔、卡维特等。一些很古老的教堂标志着天主教曾经在甲米地省拥有的势力。甲米地省还有众多博物馆，包括菲律宾海军博物馆、埃米利奥·阿奎纳多博物馆等。省内有八座世界级高尔夫球场。自然风光主要集中在西南部的高地，其中包括山脉、山洞、瀑布、森林、国家公园等。
卡维特的阿奎纳多神坛和博物馆是宣布菲律宾独立的地方。
垂亞斯的安達斯·波尼斯奧楼是菲律宾革命领袖安達斯·波尼斯奧的故居。他被处决的地方也被保留下来了。
甲米地省最重要的教堂是伊姆斯大教堂等。
其它自然名胜包括两座瀑布和一个山洞。

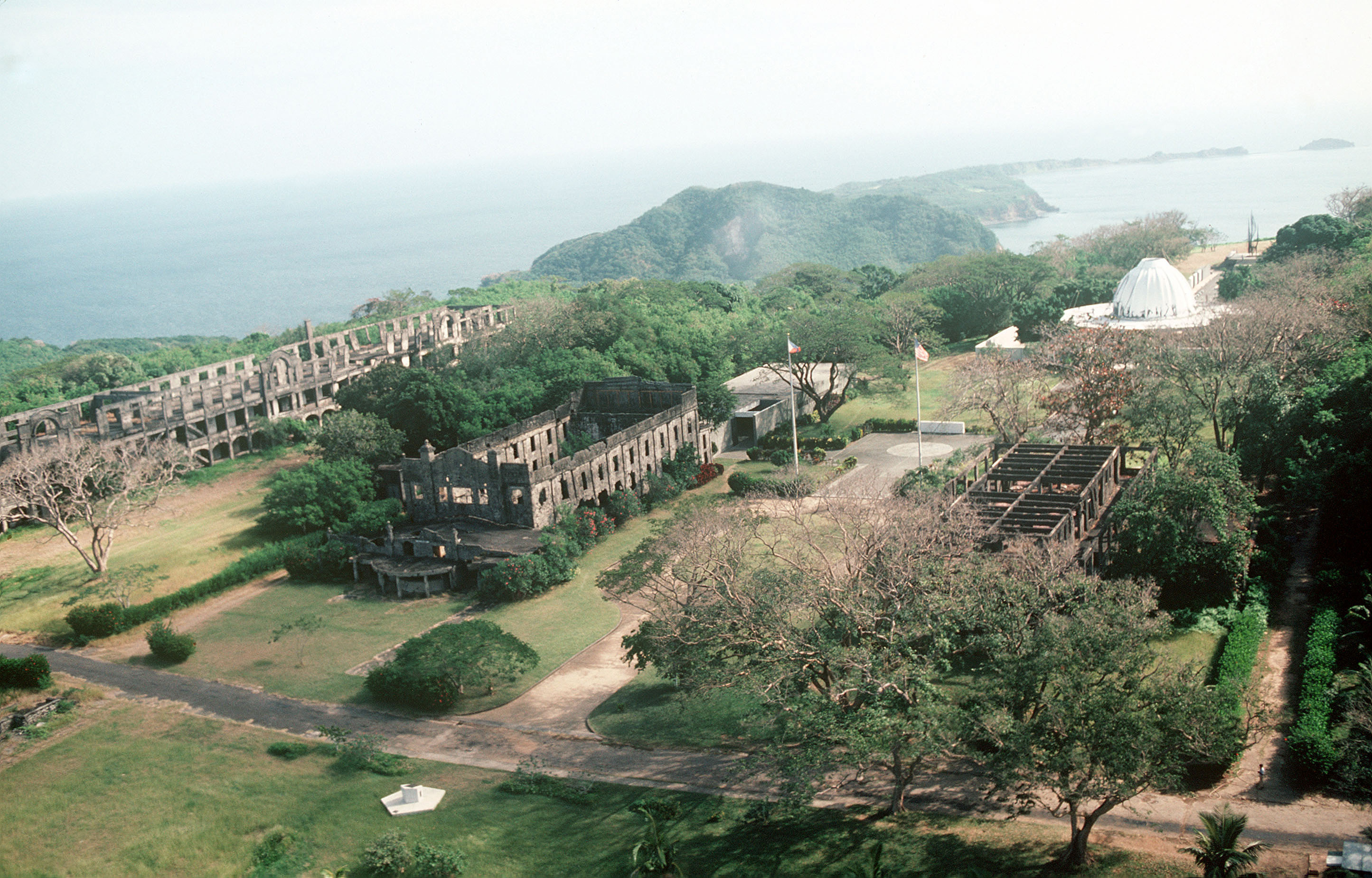
科雷希多岛

科雷希多岛是一座岛屿要塞。1942年菲律宾和美国军队在这里抵抗日本入侵。其保存良好的战争建筑是一个旅游热点。据说麦克阿瑟将军在撤离科雷希多岛时说了他著名的：“我回重返！”
甲米地省拥有一流的旅店、会议中心和饭店。

## 名人
- 埃米利奥·阿奎纳多
- 罗兰多·门多萨